# Родня (село)
Родня — село Ново-Ямского сельского поселения в Старицком районе Тверской области, до 2006 года административный центр Роднинского сельского округа, в 20 км от города Старицы, на шоссейной дороге районного значения Старица — Родня, располагается на высоком правом  берегу р. Волга.

## Архитектура, достопримечательности
На берегу р. Волга у с. Родня сохранился государственный памятник природы — остатки парка площадью около 3 га (2000 х 150 м.). На склоне коренного берега сохранились отдельные дубы, липы, ели, берёзы. В центральной части — редко стоящие берёзы, высотой 20-25 м со стволами диаметром 30-50 см, а также молодой яблоневый сад. Особого внимания заслуживают ели с необычной формой кроны: боковые ветви загибаются вверх и образуют стволы второго порядка. Парк, расположенный на высоком берегу, является украшением ландшафта и служит местом организованного культурного отдыха местного населения.
Недалеко от села Родня имеются курганы славянского происхождения, которые относятся к IX—X векам.
В 1844 г. в селе была построена каменная Успенская церковь на средства местного помещика Евграфа Николаевича Ланского. Храм имеет два придела: правый — во имя Богоявления Господня и левый — во имя святителя Николая Чудотворца. Живопись в церкви исполнена старицким художником П. Е. Жуковым в 1903 г. Рядом с храмом стоит каменная часовня.
В селе есть деревянная часовня Ильи Пророка, построенная крестьянином Артемием Жуковы в память избавления Императора Александра II от покушений в 1866 и 1867 гг. Часовня построена на месте бывшей Ильинской церкви.

## История
Селение Родня впервые упоминается в Тверской летописи под 1368 г., когда князь «Андрей Ольгердович воевал Харвач и Роден». Роднинская крепость являлась заслоном на западной границе Тверского княжества. В XVI веке Родня упоминается как дворцовое село. В 1608 г. здесь произошло ожесточённое столкновение местных жителей с польско-литовскими интервентами. В XIX веке Родня находилась во владении трёх помещиков.
В 1839 г. у р. Волги, при чистке древнего колодца, на глубине около 10 метров, были найдены каменный топорик, две каменные стрелы и каменный нож. Проводимые здесь раскопки обнаружили следы фатьяновской культуры. В могильниках были обнаружены скелеты умерших людей в скорченном положении, что является типичным явлением для бронзового века.
В 1859 г. Родня — владельческое село, входившее в состав Роднинской волости Зубцовского у.: 62 хозяйства, 456 жителей (228 мужчин и 258 женщин).
В 1867 г. в селе открыто сельское земское одноклассное училище, сроком обучения 4 года. В училище обучались 32 ученика (28 мальчиков и 4 девочки).
Данные за 1886 г.: в с. Родня — 105 крестьянских хозяйств, проживало 622 человека (298 мужчин и 324 женщины). Рядом с селением рос берёзовый лес и ольховый кустарник, до 3 десятин.
Селение делилось на 4 части.
В первой части селения крестьяне — бывшие владельческие помещика Сухачёва, всего ревизских душ 73, и столько же земельных наделов. Каждое пахотное крестьянское поле было разбито на 25-30 «конов». «Кон» делился на 6 «долей», «доля» — на 12 душ. Землю обрабатывали железными боронами. Крестьянское общество ежегодно прикупало капусту на 5 руб. Этой части селения принадлежали пустоши Глинское, Горшиково и Степурино. Для отопления избы и овина крестьяне пользовались своими дровами.
Вторая часть селения расположена на ровном месте, рядом с р. Волгой, которая подходила к усадебным землям. Крестьяне — бывшие владельческие помещика Евграфа Ланского, всего ревизских душ 36, и столько крестьянских наделов. Два надела были выкуплены крестьянином Макарием Кузьминым в 1888 г. Крестьяне арендовали землю у помещика Бенземана на 10 лет, 170 десятин под пашню, за что платили всем обществом 250 руб. в год. Крестьянам этой части принадлежали пустоши Черничкино, Мокрая Пожня, Морщихино и Вороново. Пустошь Вороново — дарственная земля, которая была продана Сергею Васильеву за 1000 руб. «Находится эта земля в двух местах: пустошь Круглый лес 5 десятин 819 сажень и пустошь Вороново 14 десятин 554 сажени. Есть купленная земля у всего селения в пустоши Локтёво в 20 верстах, которая называется Мокрая земля, всего 2 десятины 842 сажени, Круглый сосняк 2 десятины 1094 сажени, сельцо Запрусовец и сельцо Давыдово 5 десятин». Все 3 поля тянулись узкой полоской к северо-востоку. Сенокос делили по жребию. Пчелы были у крестьянина Виноградова. Кузница у Якова Алексеева, которая приносила доходу в год на 25 руб. Постоялый двор у Евграфа Фёдоровича Виноградова. Все крестьянское общество заняло деньги у помещика Волынского 800 руб. под 11 % и у Сергея Васильева 500 руб. под 10 %, «отдают круговой порукой». Для отопления избы и овина крестьяне покупали дрова и кустарник у разных землевладельцев.
В третьей части Родни жили крестьяне — бывшие владельческие помещика Бенземана. Эта часть была соединена с д. Запрусово. Усадьбы обеих деревень находились отдельно через ручей. Располагалась на высоком берегу р. Волги, а Запрусово — чуть в низине, у р. Прусово. Подпочва на горе глинистая, под горой супесок. Вода на земле застаивается. Всего ревизских душ 35, и столько же земельных наделов. У крестьянки Марии Никифоровой выкуплено 2 надела. Землю обрабатывали железными боронами, был 1 железный плуг. В Запрусове имелась мелочная лавка крестьянина Якова Васильева. Для отопления избы и овина крестьяне покупали дрова у разных землевладельцев на 10 руб. в год на домовладельца.
В четвёртой части села проживали крестьяне — бывшие владельческие князя Гагарина. Эта часть располагалась на высоком берегу реки Волги. Поля вокруг все гористые. Почва песок, подпочва глина. Вода на земле не надолго застаивается. Всего ревизских душ 79 и столько же земельных наделов. Крестьяне, вместе с д. Сухоплачёво, имели 440 десятин и 5 десятин неудобной земли. А при выходе на волю получили до 492 десятины, то есть 124 десятины дарственной. «При усадьбе было отрезано 4 десятины, которую продали владельцам крестьянину Евстафию Мартынову. Купчую земли имеют: Алексей Охотников в пустоши Алёшино 28 десятин и Анатолий Буренков в пустоши Алёшино 18 десятин». Рядом с четвёртой частью села Родни были пустоши Костиново, Вараксино, Локтёво, Петрово, Клещино и Хохлово. Только у одного крестьянина было 4 улья. Для отопления избы и овина крестьяне покупали дрова у разных землевладельцев на 10-15 руб. в год на домовладельца. Постройки села Родни располагались не скученно, все деревянные. Дети учились в местной волостной школе, за что платили учителю по 45 коп. с ученика.
Многие мужчины подрабатывали конопатчиками в г. Санкт-Петербурге, а также «уходят в Кронштадт, где работают на казённых кораблях. Подённая плата 90 коп. — 1 руб. Харчи и квартира свои. Её нанимают артелью человек 6. Платят 1 руб. 75 коп. с человека; стряпает хозяйка. Работают 5,5 месяцев с 1 апреля до сентября; в месяц получают 22-24 руб. Нанимаются также в Петербург к подрядчику помесячно за 10-18 руб. на хозяйских харчах; на готовом содержании получают 45—100 руб.»
В конце XIX в. в с. Родня находились три заброшенных кладбища: в конце селения — Ильинское, по бывшей церкви пророка Ильи; в середине — во владении помещика Бенземана — Борисоглебское и на р. Волге — Воскресенское.
В 1910—1911 учебном году в новом здании училища обучались 82 ученика (47 мальчиков и 35 девочек). Учителями в это время работали Галина Федоровна Измайлова и Наталья Васильевна Синцовская.
После революции закрыли церковь.
По переписи 1926 г. с. Родня входило в состав Старицкой волости, Роднинского сельсовета. В селении было 168 крестьянских хозяйств, проживали 802 человека (367 мужчин и 435 женщин), кроме того, на стороне проживали 77 человек (45 мужчин и 32 женщины). За селом было закреплено 1021 десятина земли, в том числе: пашни 548 десятин, сенокоса 273 десятины, прочих угодий 200 десятин. Вся пахотная земля делилась на 3—6 полей. В крестьянском обществе были 1 льномялка и 8 веялок. В селении работала 1 мельница с нефтяным двигателем. В местном промысле работали: 4 овчинника, 2 сапожника, 1 портной, 1 столяр, 1 кузнец, 1 валяльщик.
В 1929 г. в с. Родня на сельском сходе был организован колхоз «Искра». Первым его председателем избран Филипп Михайлович Сывороткин.
В 1933 г. в селе Родня открыт детский сад.
По Всесоюзной переписи 1936 г. в Родне проживали 404 человека, в колхозе «Искра» было 101 крестьянское хозяйство. В этот период времени председателем колхоза работал Павел Петрович Арсеньев. В селе работала изба-читальня, в которой было 190 книг, работал 1 библиотекарь. В Роднинской сельской неполной средней школе обучались 308 учеников. В школе работали 10 учителей.
В 1939 г. в селе было 109 жилых построек, в которых проживали 464 человека. В Родне работали: ветучасток, льнозавод, маслозавод, сельпо, аптека, пекарня, почтовое отделение, детский сад, неполная средняя школа.
14 января 1942 г. была восстановлена неполная средняя школа.
После освобождения села от немецко-фашистских оккупантов вновь стал работать колхоз «Искра», его председателем была избрана Анна Дмитриевна Овчинникова.
25 апреля 1944 г. при Роднинском отделении связи было открыто агентство сберкассы. В этом же году вновь стала работать Успенская церковь, присланный священник служил в церкви до 1949 г. После этого церковь была закрыта. До последнего времени колхоз использовал храм под зернохранилище.
В 1945 г. в с. Родня восстановили больницу на 15 коек: сначала она помещалась в частном доме, а позднее, отремонтировав барский дом, перевели её туда.
В 1946 г. в селе Родня вновь стала работать аптека.
В 1950 г. селение было центром Роднинского сельского совета, куда входили следующие населённые пункты: с. Родня и дд. Григорево, Елизаветкино, Ордино, Рябцево. В Родне проживали 465 человек и было 169 хозяйств. В этом же году произошло объединение колхозов «Искра», «Победа» (дд. Григорево и Рябцево) и «Ударник» (д. Ордино) в один колхоз имени А. А. Андреева с хозяйственным центром при с. Родня. 10 июня на общем собрании членов нового колхоза был принят устав сельскохозяйственной артели. 13 февраля за колхозом на вечное землепользование были утверждены 2864,52 га. Председателем объединённого колхоза был избран Иван Яковлевич Яковлев.
8 октября 1957 г. колхоз имени А. А. Андреева был переименован в колхоз «Искра».
Решением общего собрания колхозников от 25 декабря 1958 г. колхозы «Волга» (дд. Баканово, Дегунино, Лешково, Крутицы, Ново-Сергино) и «Искра» объединились в сельскохозяйственную артель «Волга» с хозяйственным центром при с. Родня.
В 1959 г. стараниями председателя колхоза «Волга» Ивана Кузьмича Ядрышникова в селе стало работать радио и был проведён свет.
Решением общего собрания колхозников от 11 января 1960 г. колхозы «Прогресс» (дд. Васильевское, Шёлково, Сухоплачево, Ивановское, Знаменское, Журавлёво, Наводниково и сельцо Журавлёво) и «Волга» объединились в сельскохозяйственную артель «Волга» с хозяйственным центром при с. Родня.
11 января 1965 г. Роднинская больница была реорганизована в фельдшерско-акушерский пункт.
В 1970 г. селение по-прежнему было центром Роднинского сельского совета, куда входили следующие населённые пункты: с. Родня и дд. Баканово, Васильевкое, Григорево, Дегунино, Журавлёво, Знаменское, Ивановское, Крутицы, Лешково, Наводниково, Ордино, Шёлково, и посёлок Льнозавода. В с. Родня проживали 320 человек, было 126 хозяйств.
В 1972 г. рядом с основным зданием школы была построена пристройка, в которую переехала средняя школа.
В 1977 г. закрыта Роднинская больница. Медицинское обслуживание стал вести медпункт. Добрую память оставили о себе врачи Анатолий Николаевич Палкин и Мария Петровна Лукина, которая работала в больнице с 1945 г.
В 1981 г. в с. Родня начал работать детский сад «Солнышко».
В 1983 г. закрыта Роднинская пекарня.
В 1989 г. селение Родня — центр сельского совета, в селе было 131 хозяйство, проживали 282 человека.
На 1 января 2005 г. в с. Родня: 101 двор, 233 жителя, центральная усадьба колхоза «Волга», клуб, библиотека, медпункт (закрылся), почтовое отделение связи, магазин.
В 2015 году начала активную работу база отдыха «Босфор в Родне».

## Население
| 1859 | 1897 | 1992 | 2002 | 2008 | 2010 |
| ---- | ---- | ---- | ---- | ---- | ---- |
| 486  | ↗676 | ↘471 | ↘217 | ↗242 | ↗247 |

## Достопримечательности
В деревне расположена действующая Церковь Успения Пресвятой Богородицы (1844).